# Владимирская (станция метро)
«Влади́мирская» — станция Петербургского метрополитена. Входит в состав Кировско-Выборгской линии, расположена между станциями «Пушкинская» и «Площадь Восстания».
Станция открыта 15 ноября 1955 года в составе первой очереди метрополитена «Автово» — «Площадь Восстания». Название связано с близостью Владимирской площади и Владимирского проспекта.
15 декабря 2011 года Советом по сохранению культурного наследия станция внесена в единый государственный реестр объектов культурного наследия регионального значения.

## Наземные сооружения
Вестибюль станции встроен в здание, располагающееся на пересечении Большой Московской улицы и Кузнечного переулка, у Владимирской площади, в котором размещается проектный институт «Ленметрогипротранс». Вестибюль выполнен по проекту архитекторов Г. И. Александрова, А. В. Жука, А. И. Прибульского.
Здание «Ленметрогипротранса» четырёхэтажное, со скошенным углом и установленными в его нише дорическими колоннами. Того же типа полуколонны должны были украшать и плоскости стен по Большой Московской улице и Кузнечному переулку, но их заменили рустами. Отказались и от рельефов с буквой «М» с двух сторон от арки портала. На месте этого здания был двухэтажный дом церкви Владимирской Божией Матери (архитекторы А. Х. Пель, В. Ф. Геккер, Ф. Соловьёв и Н. Н. Никонов).
Вестибюль станции облицован золотисто-жёлтым мрамором Фоминского месторождения. Купол вестибюля подсвечен снизу. Здание наземного входа вплотную примыкает к стенам Кузнечного рынка, и это значительно повлияло на тему оформления станции. Над эскалаторным ходом располагается яркое мозаичное панно «Изобилие» работы художников А. А. Мыльникова, А. Л. Королёва, В. И. Снопова.

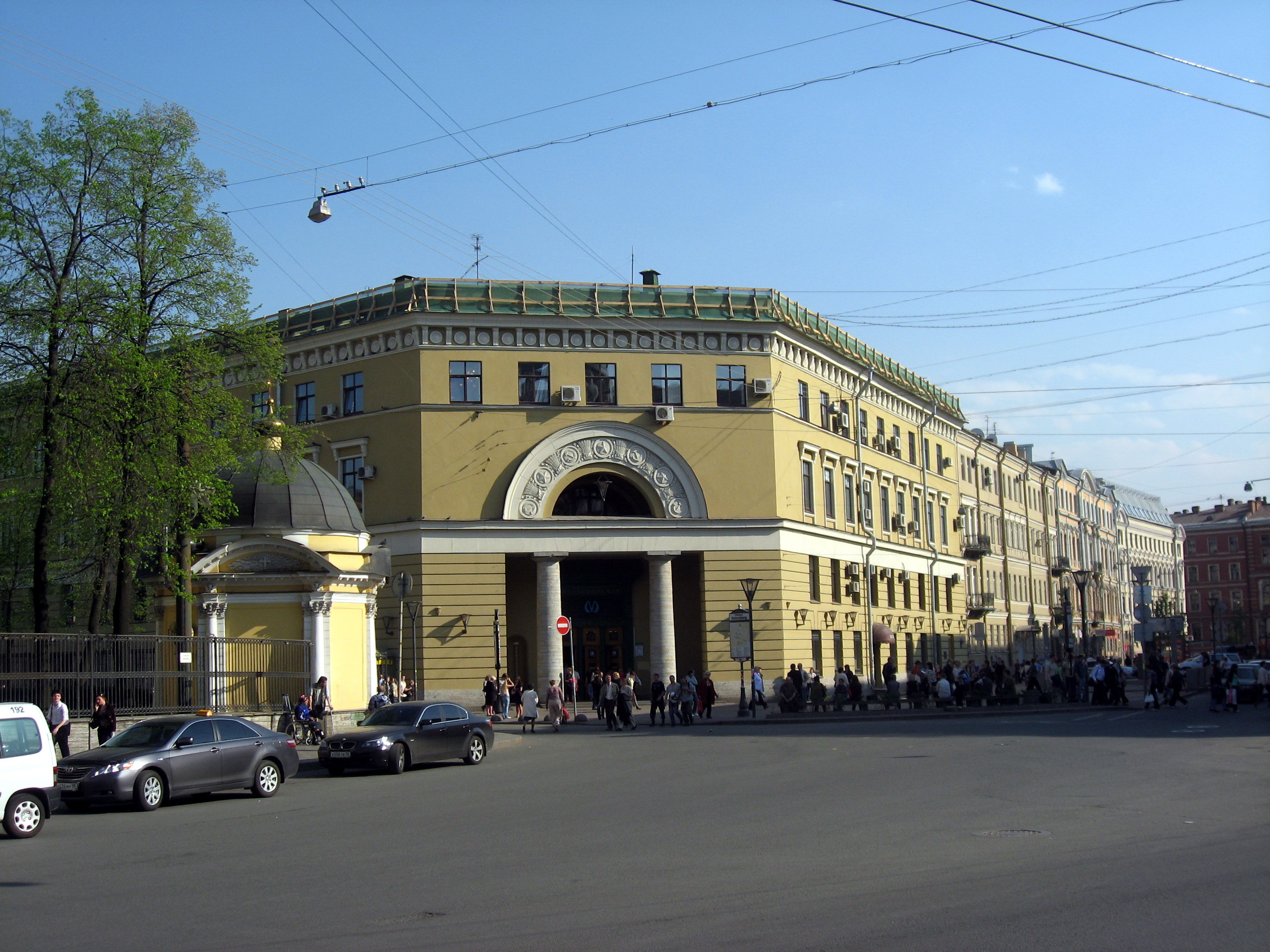
Вход на станцию метро Владимирская. Слева через дорогу (Кузнечный переулок) часовня церкви Владимирской иконы Божией матери, давшей название проспекту, площади, а через них и станции метро
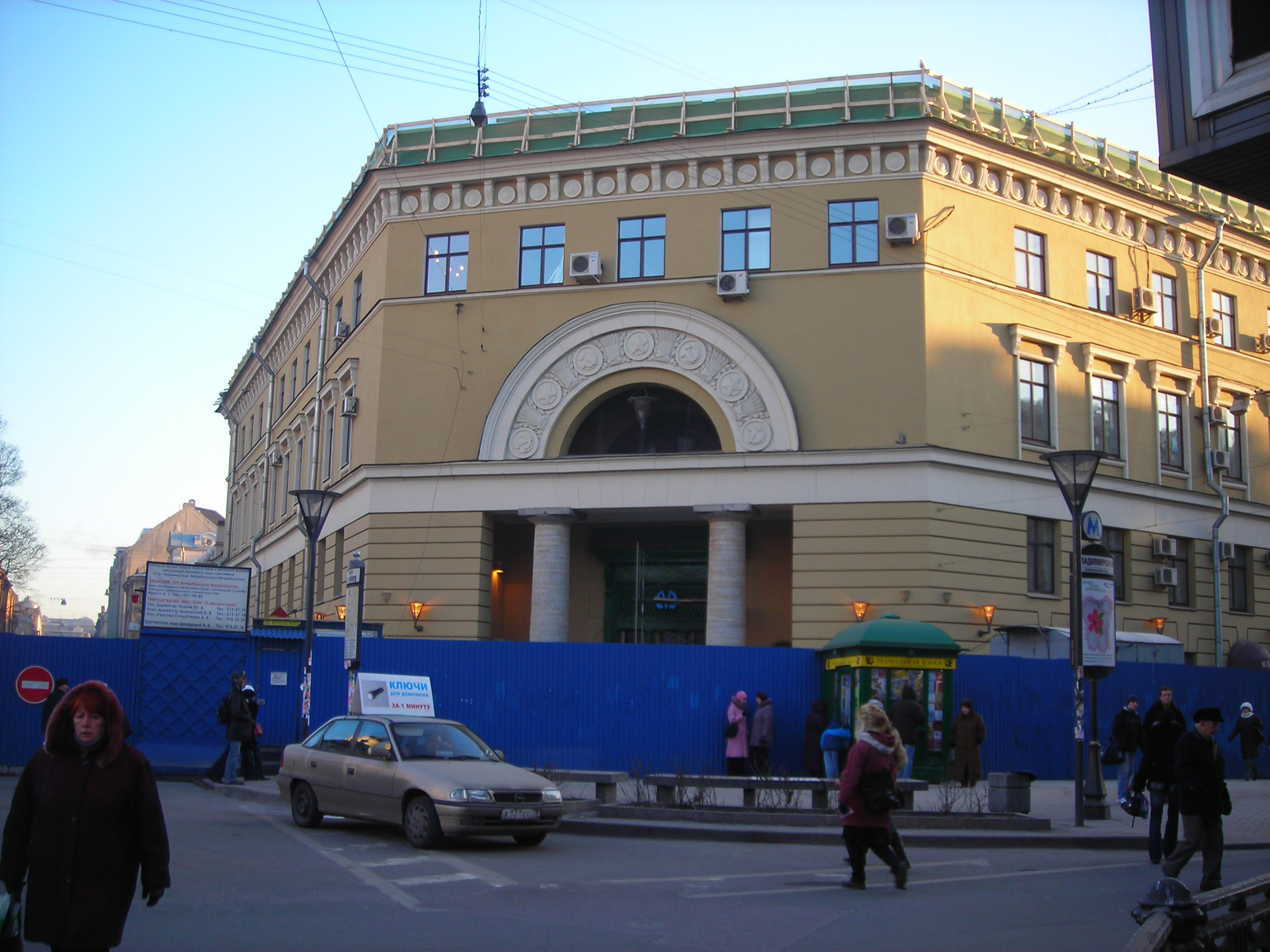
Ремонт вестибюля. Январь 2008 года
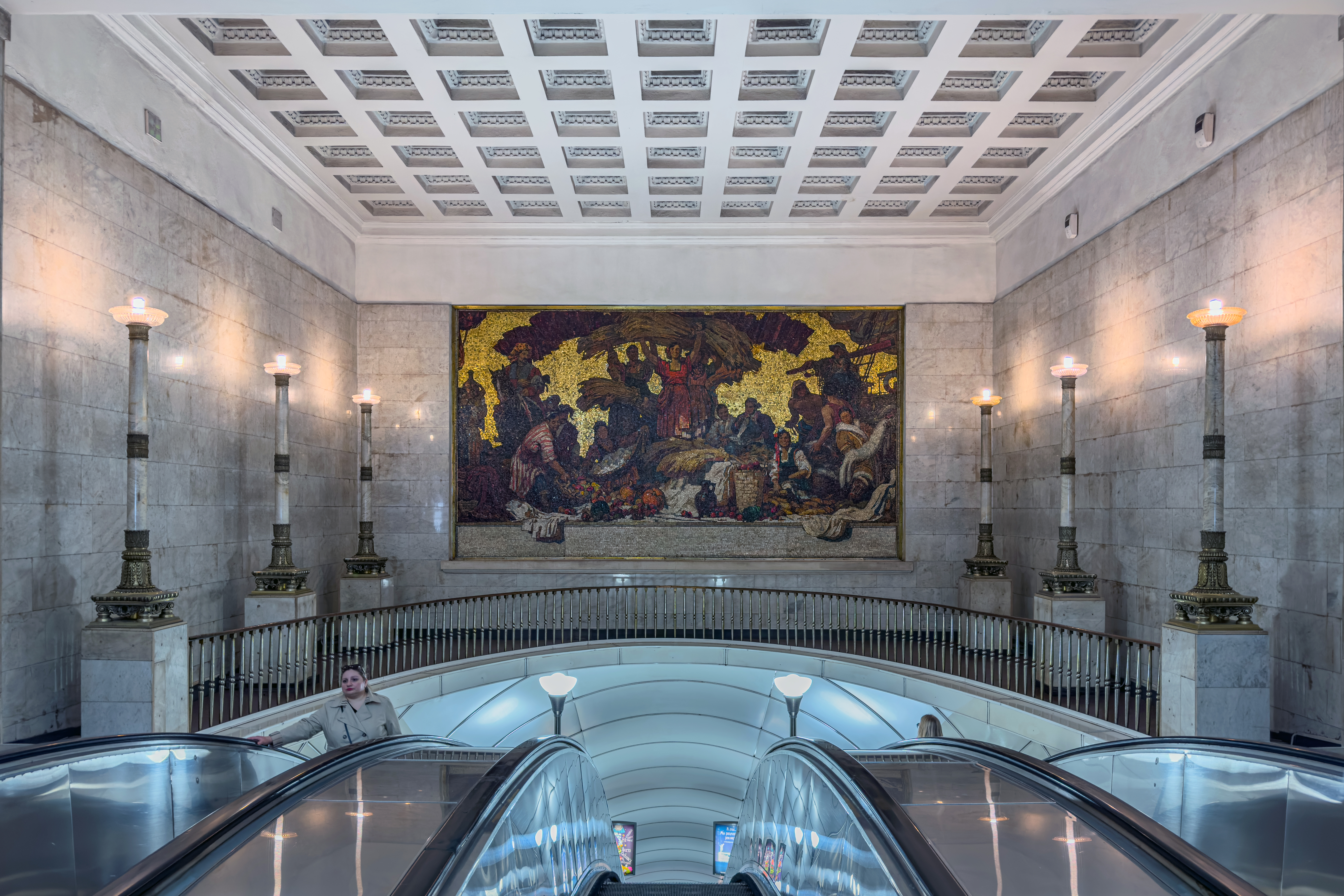
Мозаичное панно «Изобилие» над эскалаторами

За основу проекта вестибюля станции была взята дипломная работа выпускника ЛИИЖТа Алексея Бобра.

### Ремонт вестибюля
Вестибюль станции «Владимирская» был закрыт на реконструкцию с 10 августа 2006 года по 16 февраля 2008 года. Вход и выход на станцию осуществлялся через вестибюль станции «Достоевская».
Генподрядчиком реконструкции станции стало ЗАО «СМУ-10 Метростроя». В качестве субподрядчика для монтажа эскалаторного оборудования, проведения электротехнических и сантехнических работ было привлечено «СМУ-9». Это стало первым опытом в проведении такого большого объёма работ в истории Петербургского метрополитена. Общая стоимость работ превысила 500 млн рублей.
В ходе реконструкции были выполнены следующие работы:
- Проведена полная замена эскалаторов, которые эксплуатировались более 50 лет. Были проведены демонтаж старых эскалаторов, сооружение новой монолитной железобетонной плиты под эскалаторы на месте старых фундаментов, монтаж трёх новых эскалаторов. В качестве строительного проёма для вывоза и завоза машин использовался проём в стене вестибюля на месте выхода со станции[7][9]. К открытию станции на балюстрадах эскалатора были установлены новые хромированные панели, оригинальные светильники 1955 года также были заменены на классические «световые столбики», заменённые в 2017 году на «факелы».
- В нижнем эскалаторном зале была произведена замена гермозатвора.
- Ремонт наклонного хода включал в себя ликвидацию течей, замену водоотводных систем.
- Осуществлён монтаж новых зонтов сводов из современного материала с «антивандальным» покрытием[7].
- В вестибюле станции реставрирован мрамор и светильники, украшающие вестибюль, кассовый зал, эскалаторные залы, мозаичное панно «Изобилие», расположенное над эскалаторами[8]. Сооружён новый выход на Кузнечный переулок во избежание пересечения пассажиропотоков. При этом вход на станцию был оставлен со стороны Владимирской площади. Новые дубовые двери, установленные на выходе на Кузнечный переулок, были изготовлены по эскизам 1955 года. Лишние дверные проёмы были ликвидированы, на их месте сооружены дополнительные служебные помещения для нужд Службы сбора доходов (ССД). Турникеты были переставлены в соответствии с новыми пассажиропотоками.

21, 22, 28 и 29 июля, 4, 5, 11 и 12 августа 2007 года, когда движение поездов от «Садовой» до «Площади Александра Невского-2» 4 линии не осуществлялось в рамках подготовки к организации движения поездов от «Садовой» к «Звенигородской» линии 5 и от «Достоевской» к «Спасской», «Владимирскую» поезда проезжали без остановок, так как станции «Достоевская» и «Лиговский проспект» были полностью закрыты для пассажиров в момент проведения работ. Вестибюль открылся 16 февраля 2008 года.

## Подземные сооружения
«Владимирская» — пилонная станция глубокого заложения (глубина ≈ 55 м) с укороченным центральным нефом (залом). Данный тип станции (центральный зал более чем в три раза короче боковых залов) был использован впервые в Ленинградском метрополитене. Нововведение, скорее всего, было вызвано экономическими соображениями и было заимствовано в Москве. Подземный зал сооружён по проекту архитекторов Г. И. Александрова, А. В. Жука и А. И. Прибульского.
Весь подземный зал облицован белым, чуть холодноватым уральским мрамором из месторождения «Коелга». Пол — из тёмного гранита, станцию освещают массивные люстры. Путевые стены покрыты мрамором. На дверях путевых стен установлены декоративные решётки с надписью «1955», по году открытия станции, такая же решётка располагается в торцевой стене центрального зала.
Начало прохода к наклонному ходу (выходу со станции), содержащему три эскалатора, расположено в северном торце станции. «Владимирская» – единственная станция первой очереди Ленинградского метрополитена, в которой наклонный ход не состыкован непосредственно с подземным залом, что обуславливают тем, что решение о строительстве этой станции было принято позже других станций и станцию нужно было встраивать в уже намеченную трассировку тоннелей. С 15 ноября 1955 по 9 августа 2006 года в наклонном ходе эксплуатировались эскалаторы типа ЭМ-5 с высотой подъёма ≈ 50 метров. С 10 августа 2006 по 15 февраля 2008 года велась реконструкция наклонного хода с заменой эскалаторов. С 16 февраля 2008 года эксплуатируются эскалаторы типа Е-55Т.
В 1991 году станция была реконструирована в связи с обустройством перехода на станцию «Достоевская», в результате чего центральный зал станции был удлинён. Авторы проекта реконструкции — архитекторы А. В. Жук, А. И. Прибульский и А. Д. Токмань.
В 2004 году была произведена замена освещения.
В 2005 году была произведена замена полов на гранитные. Установлена выступающая шуцлиния по всей длине платформы (900 мм от бордюра) для слабовидящих пассажиров.

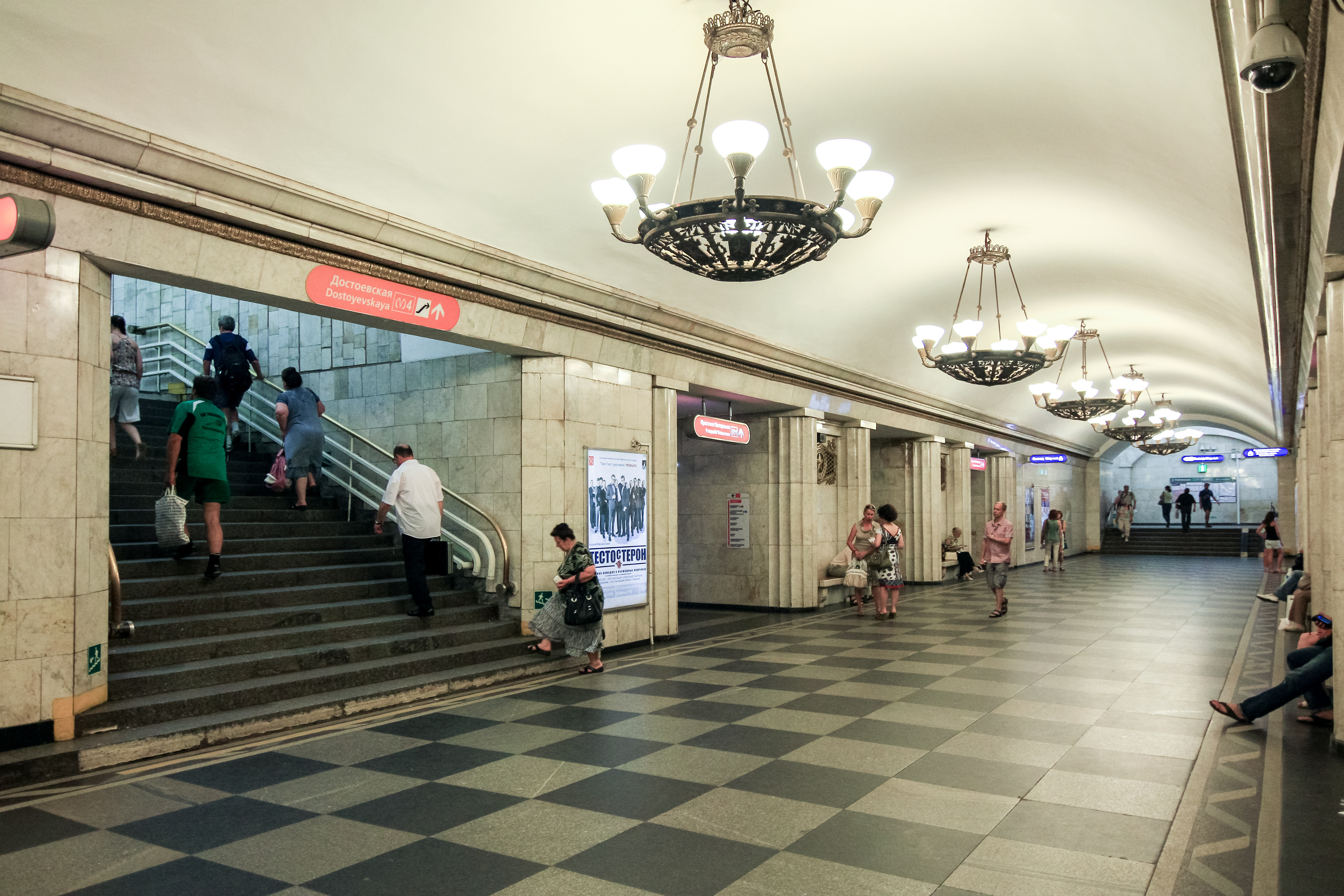
Центральный зал станции
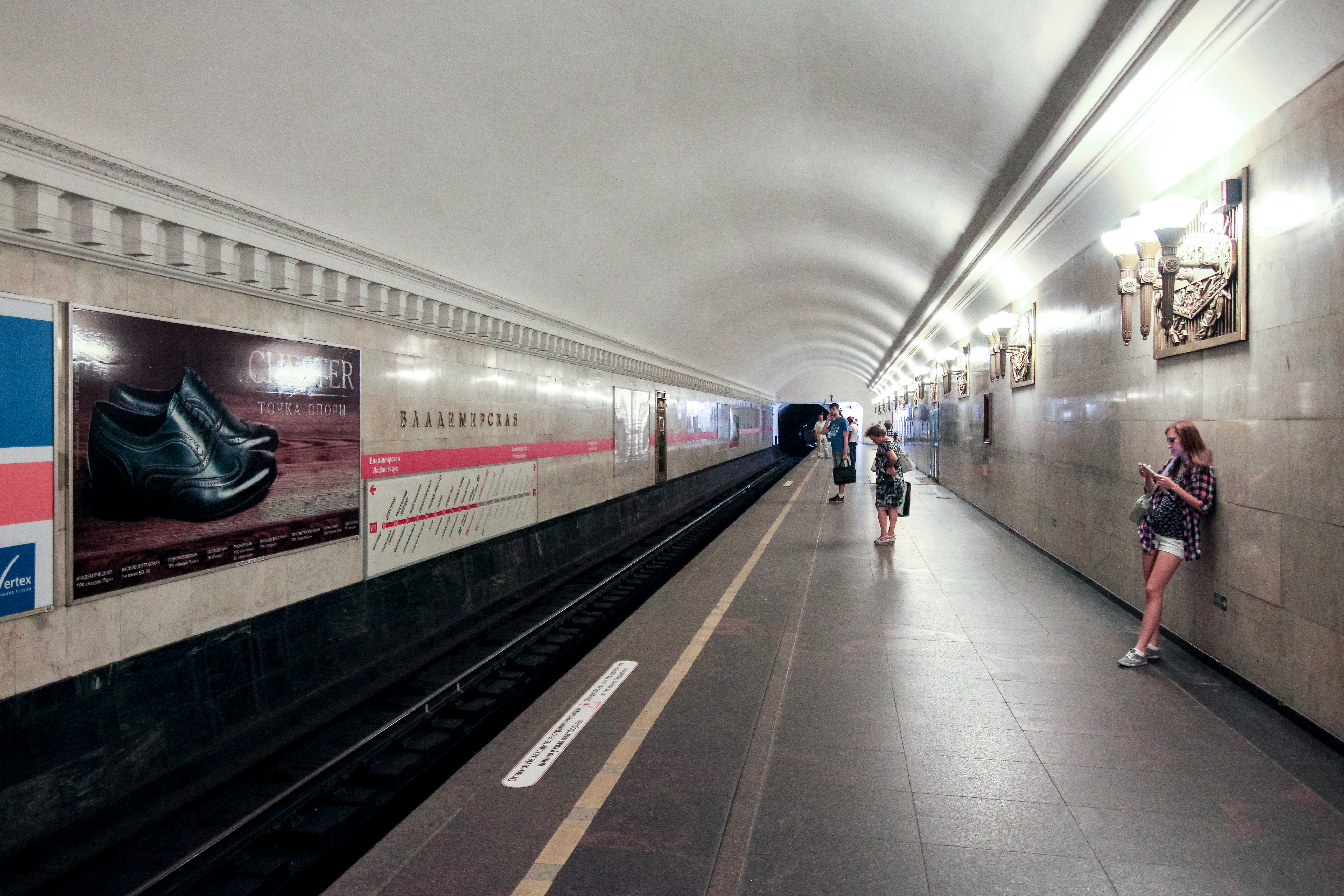
Платформа станции
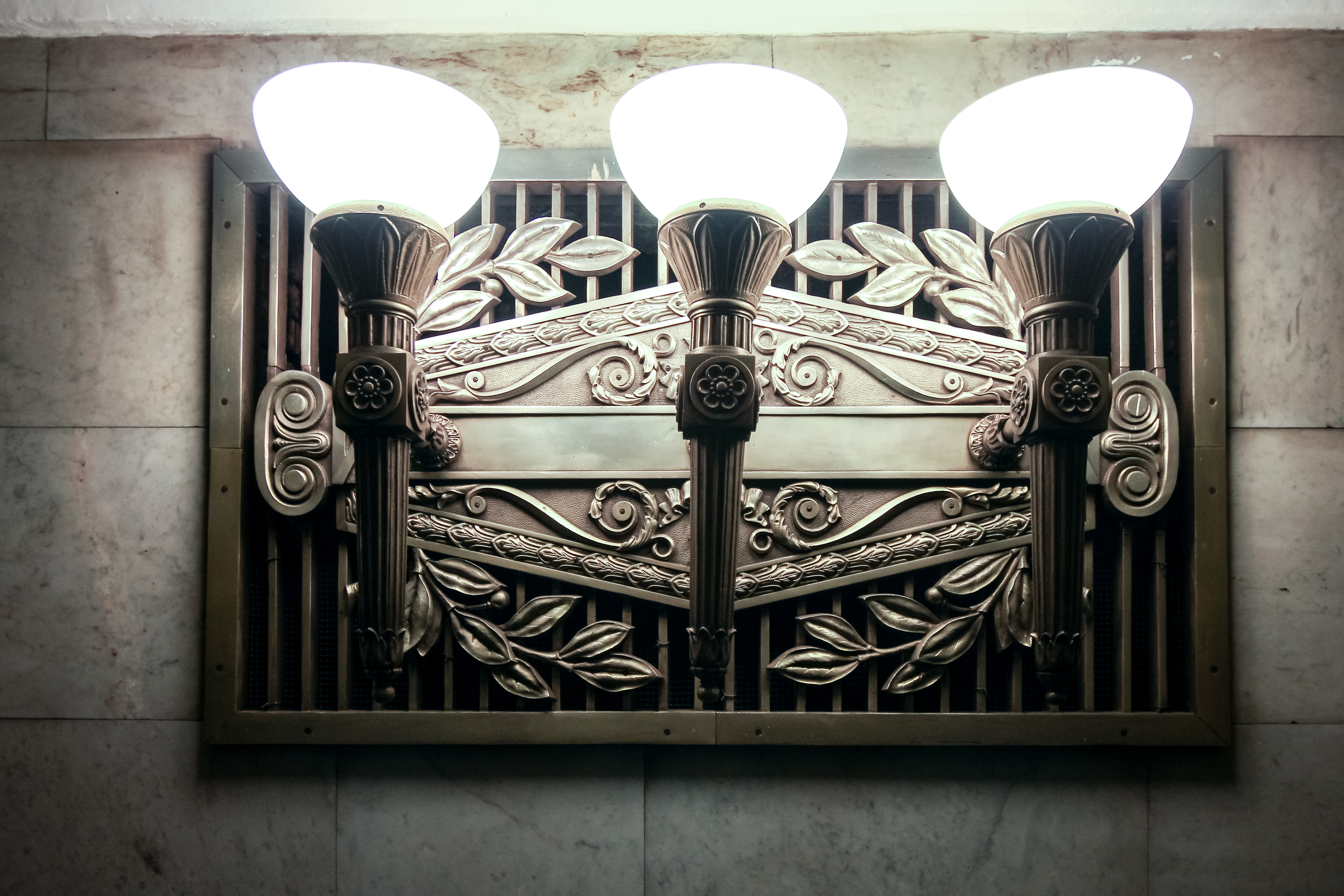
Светильник в боковом зале
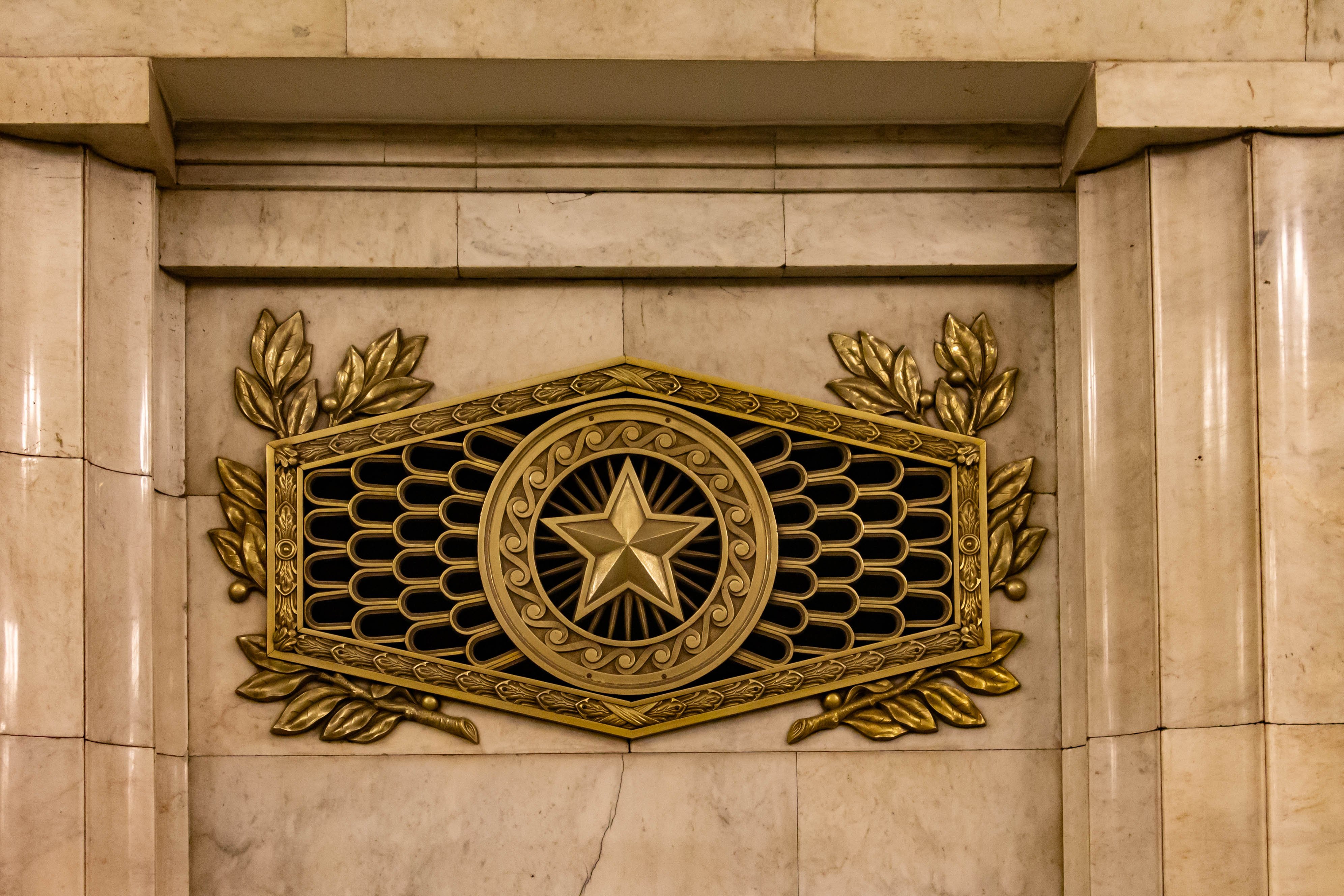
Вентиляционная решётка
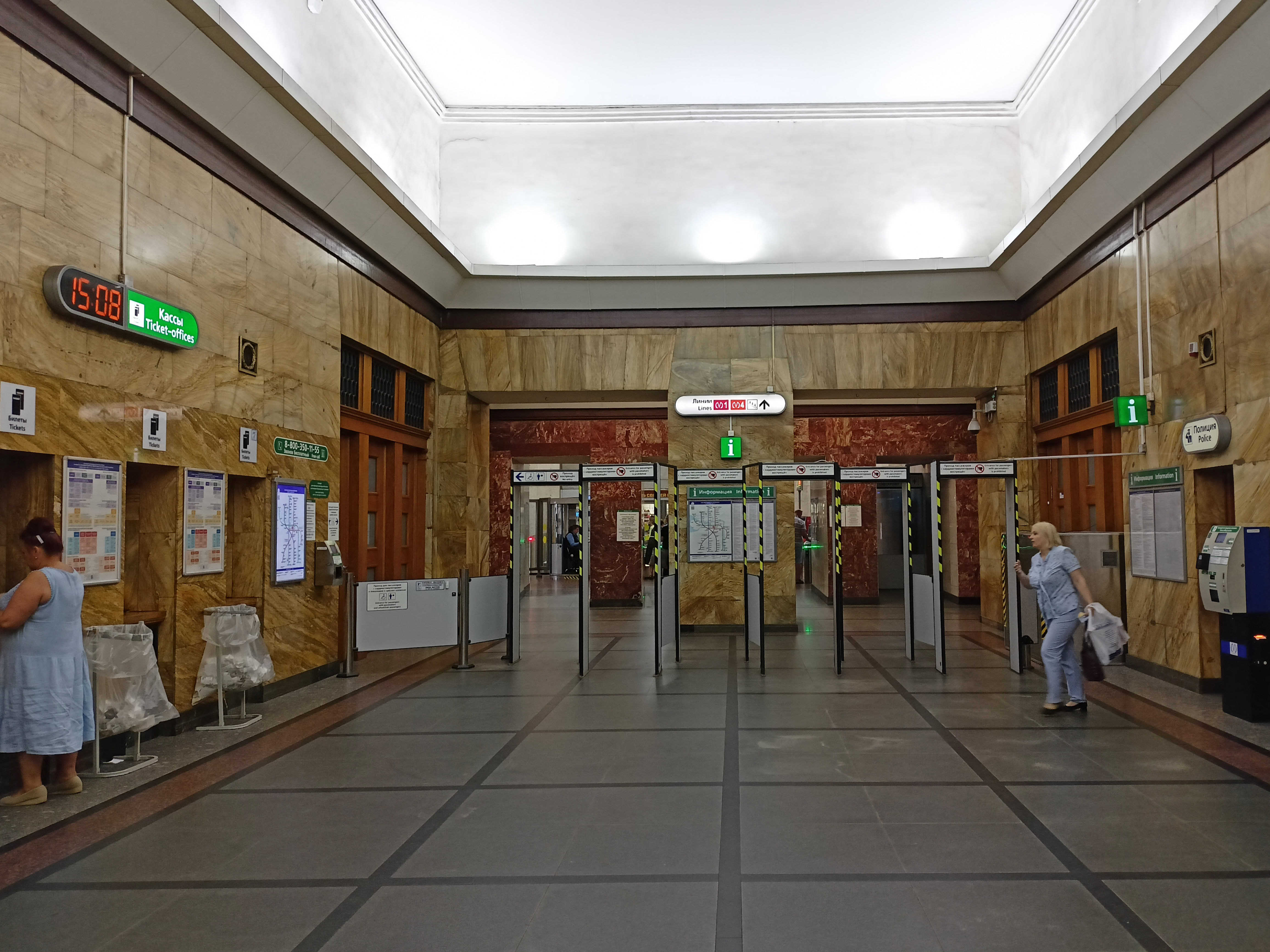
Кассовый зал
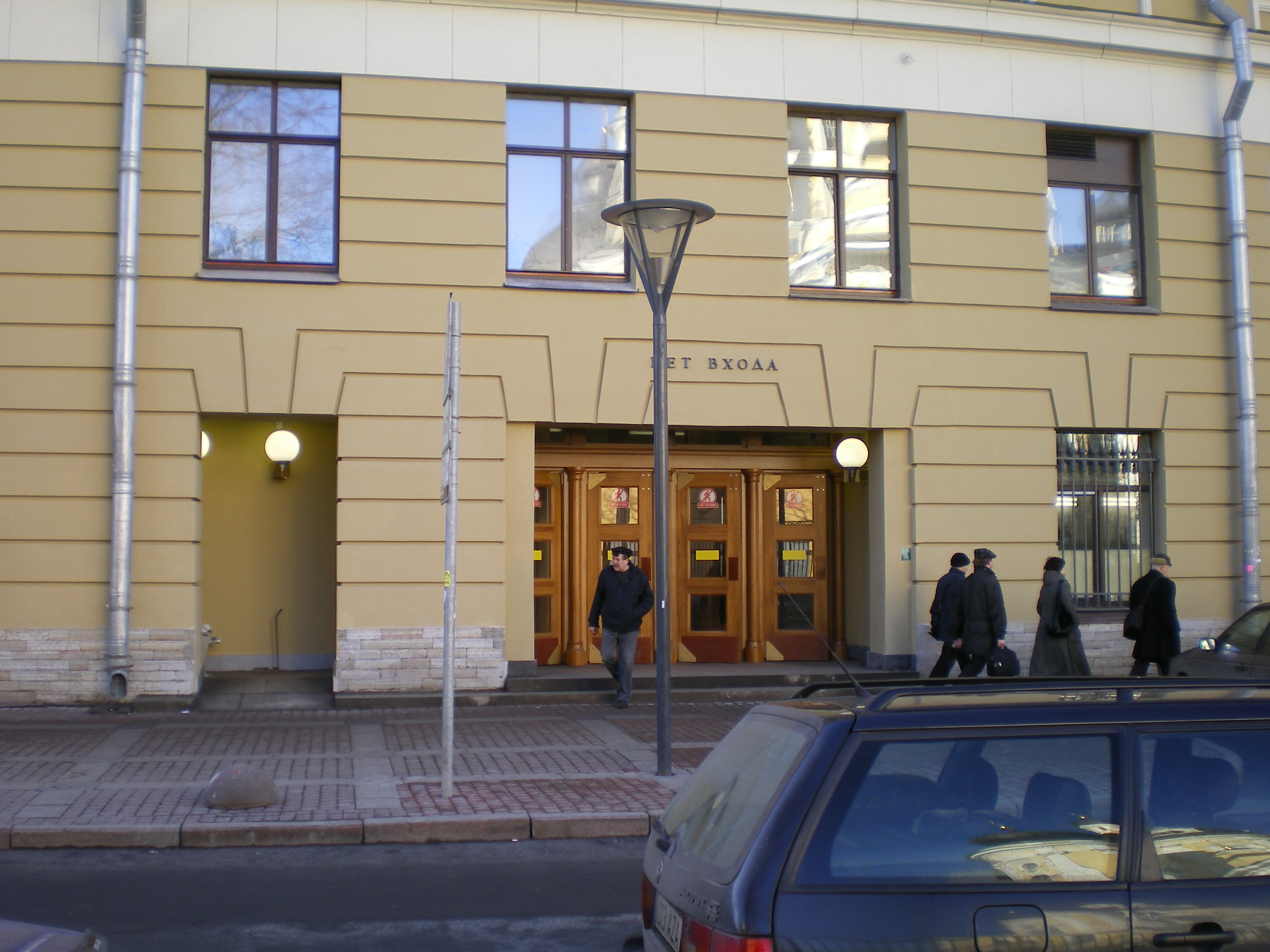
Новый выход из вестибюля

## Пересадки
«Владимирская» имеет пересадку на станцию «Достоевская» Правобережной линии.
Во время постройки переходного тоннеля с «Достоевской» на «Владимирскую» (в 1989 году) произошло проникновение воды в выработки. В связи с этим в течение нескольких дней станция «Владимирская» была закрыта, поезда проезжали её без остановок. Результатом этого происшествия стало разделение перехода на три части вместо двух, а также расселение нескольких домов на поверхности.

## Особенности проекта и станции
- Решение о строительстве станции «Владимирская» было принято в 1951 году, поэтому архитектурное оформление предельно лаконично[12].
- Длина перегона «Владимирская» — «Площадь Восстания» — 848 метров[13]. Это самый короткий перегон в петербургском метрополитене.
- В 1951 году, когда разрабатывался проект станции, в Ленинграде впервые был применён тип трёхсводчатой пилонной станции с укороченным центральным нефом. В 1991 году при реконструкции станции для создания пересадки центральный зал несколько удлинили.

## Наземный транспорт

### Троллейбусные маршруты
| №  | Пересадки | Конечный пункт 1           | Конечный пункт 2             |
| -- | --- | -------------------------- | ---------------------------- |
| 3  | Площадь Ленина Финляндский вокзал Владимирская Достоевская Пушкинская Звенигородская Витебский вокзал Технологический институт                      | улица Маршала Тухачевского | Балтийская Балтийский вокзал |
| 8  | Пискарёвка Площадь Ленина Финляндский вокзал Владимирская Достоевская Пушкинская Звенигородская Витебский вокзал Технологический институт           | Ручьи                      | Балтийская Балтийский вокзал |
| 12 | Чернышевская Владимирская Достоевская Пушкинская Звенигородская Витебский вокзал Сенная площадь Спасская Садовая Василеостровская Приморская        | улица Кораблестроителей    | Тульская улица               |
| 15 | Чернышевская Владимирская Достоевская Пушкинская Звенигородская Витебский вокзал Технологический институт Фрунзенская Московские ворота Электросила | Тульская улица             | Сызранская улица             |

### Автобусные маршруты
| №   | Пересадки | Конечный пункт 1 | Конечный пункт 2              |
| --- | --- | ---------------- | ----------------------------- |
| 225 | Проспект Славы Электросила Московские Ворота Фрунзенская Технологический институт Пушкинская Витебский вокзал Звенигородская | Купчино          | Владимирская Достоевская      |
| 290 | Чернышевская Владимирская Достоевская Звенигородская Пушкинская Витебский вокзал Технологический институт                    | Ржевка           | набережная реки Екатерингофки |

## Станция в цифрах
Таблица времени прохождения первого поезда через станцию:
|                                       | По чётным числам | По нечётным числам |
| В сторону станции «Площадь Восстания» | 5:50             | 5:50               |
| В сторону станции «Пушкинская»        | 5:50             | 5:50               |